# Afrikaanse zeearend

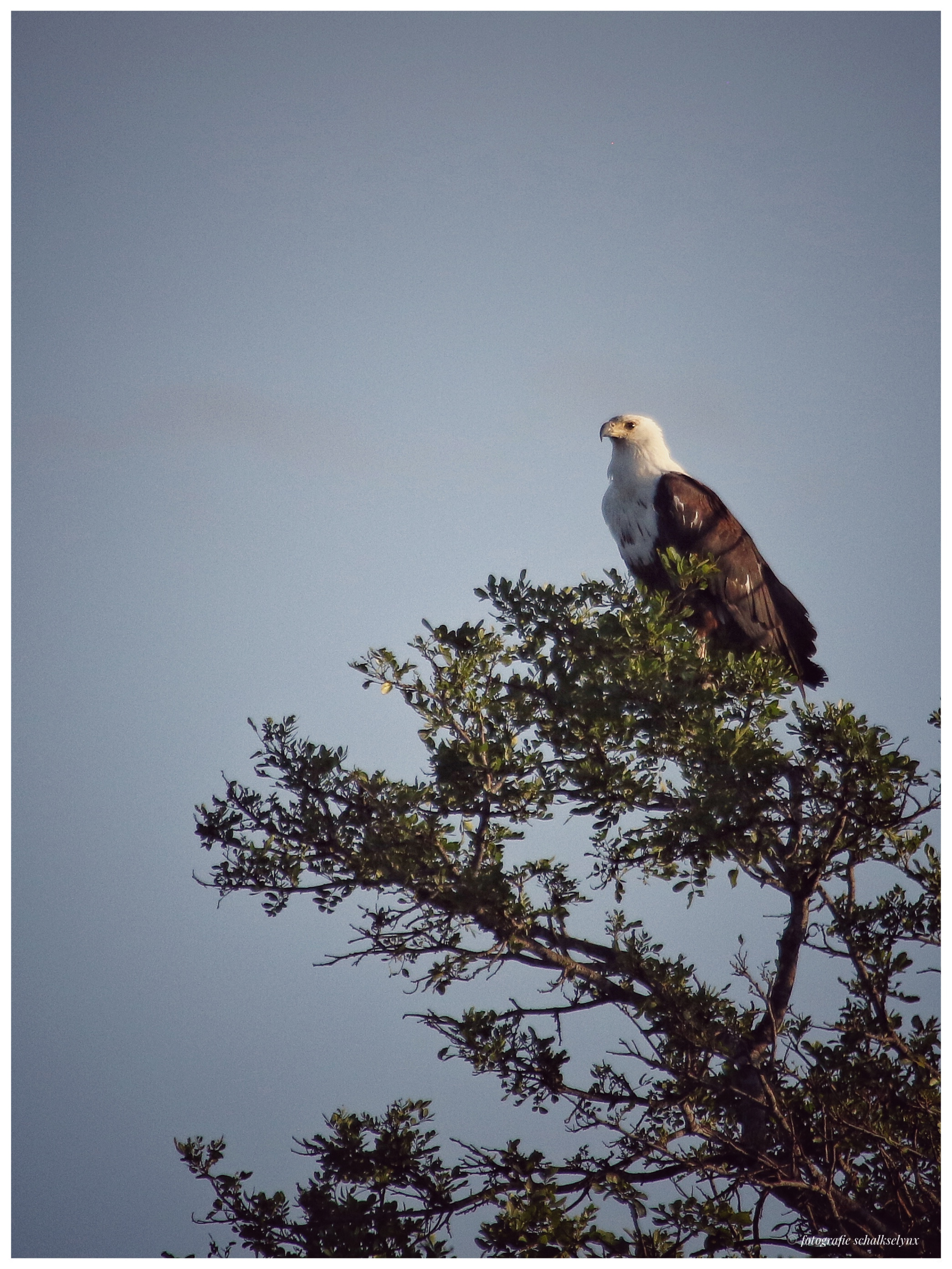

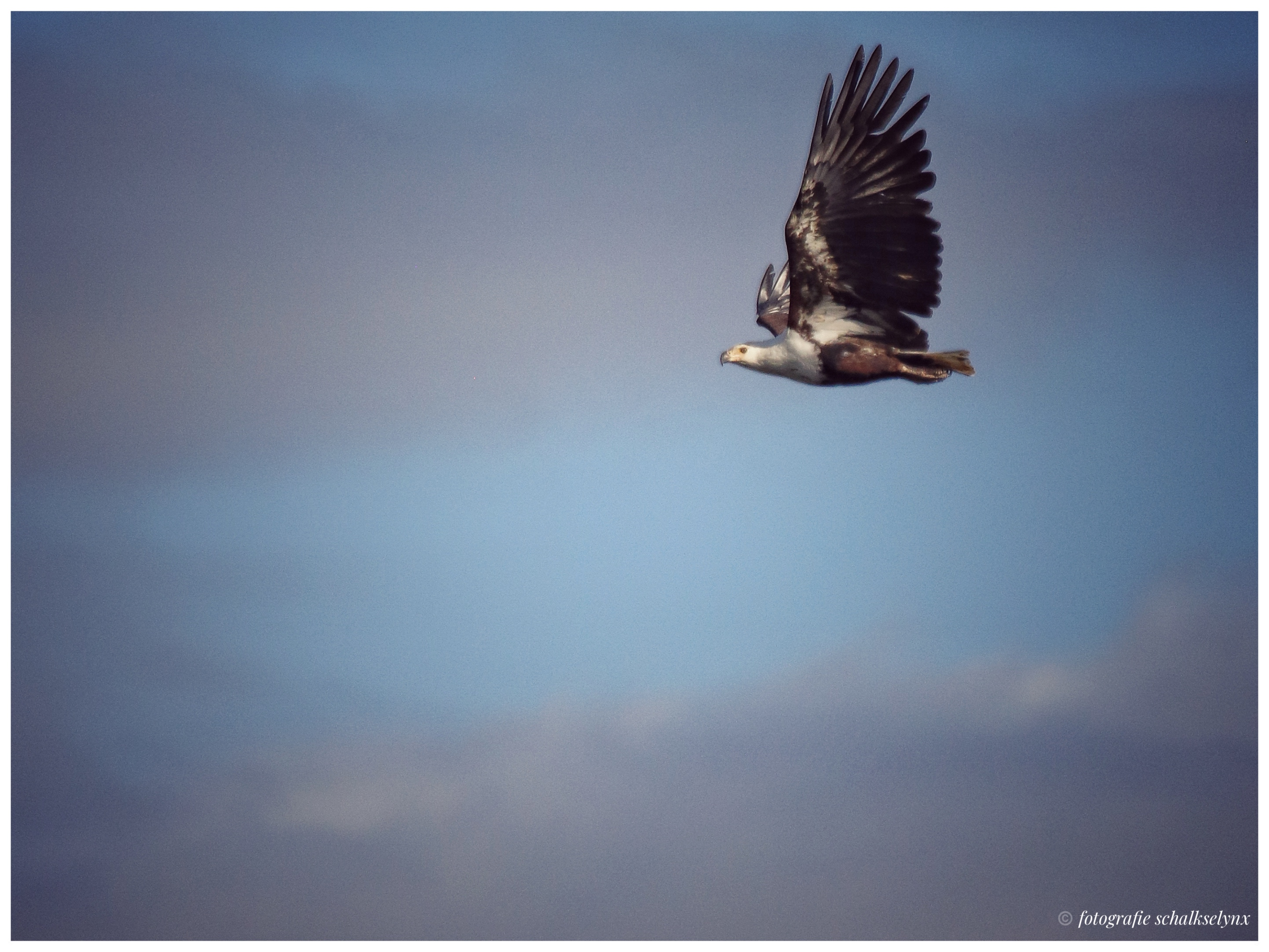
Foto genomen boven de Zandspruitrivier te Hoedspruit (Zuid-Afrika)

De Afrikaanse zeearend (Icthyophaga vocifer synoniem: Haliaeetus vocifer) is een Afrikaanse soort zeearend. De soort werd eerder ingedeeld bij het geslacht  Haliaeetus (zeearenden), maar op grond van moleculair genetisch onderzoek gepubliceerd in 2018 werd besloten de soort in het geslacht  Icthyophaga te plaatsen. Hij lijkt met zijn witte kop en staart veel op de Amerikaanse zeearend, die in het wapen van de Verenigde Staten is afgebeeld. In het Afrikaans wordt hij visarend genoemd, maar in het Nederlands is dat de naam van Pandion haliaetus. 

## Uiterlijke kenmerken
De vogel met chocoladebruine romp heeft een witte staart, een witte kop en hals, een gele snavel met een zwarte punt en zwarte vleugels. De lichaamslengte van deze wat kleinere zeearend bedraagt 63 tot 73 cm en het gewicht 2 tot 3,5 kg. De spanwijdte is ca. 165 cm.

## Leefwijze
De vogel leeft in paren aan de waterkant, zowel aan de kust als meer in het binnenland, Hij zit bij voorkeur op een uitgestoken tak boven het water. Het is een van de luidruchtigste zeearenden, zijn krijsende roep is vaak al van verre te horen. In het Duits heet hij daarom Schreiseeadler. Het dier is een viseter, maar ook kleine zoogdieren, vogels en aas staan op het menu.

## Verspreiding
De Afrikaanse zeearend komt vrij algemeen voor in zuidelijk Afrika, langs de Indische Oceaan maar ook ver landinwaarts tot in Botswana toe. 

## Status
De grootte van de populatie wordt geschat op enkele tienduizenden vogels. Op de Rode lijst van de IUCN heeft deze soort de status niet bedreigd.